# Wings of Love (The Temptations)
Wings of Love è un album del gruppo musicale statunitense The Temptations, pubblicato dalla Gordy, un'etichetta discografica della Motown, nel 1976.
L'album, disponibile su long playing e musicassetta, è prodotto da Jeffrey Bowen e Berry Gordy. La voce solista è quella di Dennis Edwards, eccetto che nel brano China Doll, affidato a Richard Street.
Dall'album viene tratto il singolo Up the Creek (Without a Paddle).

## Tracce

### Lato A
1. Sweet Gypsy Jane
2. Sweetness in the Dark
3. Up the Creek (Without a Paddle)
4. China Doll

### Lato B
1. Mary Ann
2. Dream World (Wings of Love)
3. Paradise